# Zahajce Małe
Zahajce Małe (ukr. Малі Загайці) – wieś na Ukrainie w rejonie krzemienieckim obwodu tarnopolskiego.

## Zabytki
- monastyr św. Jana Miłościwego wzniesiony w XVII w. na wzgórzu, na którym stał zamek[1]; początkowo prawosławny, następnie unicki i ponownie prawosławny[3][4].
- zamek – niegdyś otoczony rowem i wałami; nie istnieje.